# Proasellus intermedius
Proasellus intermedius är en kräftdjursart som först beskrevs av Boris Sket1965.  Proasellus intermedius ingår i släktet Proasellus och familjen sötvattensgråsuggor.

## Underarter
Arten delas in i följande underarter:
- P. i. meridionalis
- P. i. intermedius